# Ladies of the Road
Ladies of the Road — концертний альбом британського гурту King Crimson, випущений 12 листопада 2002 року на лейблі Discipline Global Mobile.

## Композиції
1. Pictures of a City — 8:46
2. The Letters — 4:42
3. Formentera Lady (abridged) — 6:41
4. The Sailor's Tale — 5:43
5. Cirkus — 7:58
6. Groon — 6:52
7. Get Thy Bearings — 8:33
8. 21st Century Schizoid Man — 8:57
9. In the Court of the Crimson King — 0:48
10. 21st Century Schizoid Man — 1:44
11. Schizoid Men — 4:46
12. Schizoid Men — 3:12
13. Schizoid Men — 5:15
14. Schizoid Men — 6:22
15. Schizoid Men — 3:56
16. Schizoid Men — 5:13
17. Schizoid Men — 3:18
18. Schizoid Men — 5:01
19. Schizoid Men — 3:23
20. Schizoid Men — 4:56
21. Schizoid Men — 5:42

## Учасники запису
- Роберт Фріпп — гітара, вокал
- Ян Уоллес — ударні
- Пітер Сінфілд — EMS VCS 3
- Мел Коллінз — саксофон
- Боз Баррелл — бас, вокал